# Kardo
Kardo (latinsko cardo, cardo maximus) je bila v rimskih mestih, vojaških taborih in kolonijah cesta, ki je potekala v smeri sever-jug. Glavni kardo (cardo maximus) se je na sredini pravokotno križal z glavnim dekumanom (decumanus maximus). Obe cesti sta bili ključna elementa pri načrtovanju mest, njuno križišče pa naj bi bilo geometrijsko središče mesta ali njegov popek (umbiculus). V bližini križišča je bil običajno forum. Na obeh straneh glavnega karda so bile trgovine in lokali, ki so bili, poleg foruma,  središče mestnega dogajanja. 
Ulice, vzporedne s kardom so se imenovale kardini. 
Naziv cardo izhaja iz istega korena kot beseda kardinalen in pomeni glaven ali bistven in se lahko nanaša tudi na glavne strani neba.
V večini mest je bil glavni dekuman druga najpomembnejša mestna ulica, v nekaterih mestih pa sta bili zaradi geografije njuni vlogi zamenjani.

## Emona
V Emoni se je glavni kardo ujemal s staro jantarno cesto, ker je bila ožina ob plovni Ljubljanici med Grajskim gričem in Rožnikom edina prehodna pot, ki je povezovala Panonijo z Apeninskim polotokom. Začel se je pri severnih vratih pri sedanji Bukvarni na Slovenski cesti, od katerih je vodila cesta proti  Atransu in Celei, in se končal pri južnih vratih na križišču med Barjansko cesto in Mirjem. Skozi južna vrata je vodila cesta na Ljubljansko barje in morda do naselja na območju Iga. Dolg je bil 360 passusov (540 m) in širok 14 passusov  (21 m).
Glavni kardo ni potekal po osi Emone, ampak je bil zaradi pomanjkanja prostora za forum premaknjen za en kardin proti vzhodu. Zaradi premika so bile zahodno od njega trije kardini, v rekonstrukciji Emone označeni z A, B in C, vzhodno od njega pa samo eden z oznako H. Križišče z glavnim dekumanom je bilo na križišču Slovenske in Rimske ceste. Forum je bil severozahodno od križišča med Gregorčičevo ulico in Rimsko cesto.

## Apamea, Sirija
Glavni kardo v Apamei je tekel skozi središče mesta v smeri sever-jug in povezoval glavna mestna vrata. Bil je glavna mestna prometnica, dolga 1850 m in široka 37 m. Ob njem je bilo 1200 stebrov z edinstvenimi spiralnimi žlebiči, ki so na vsakem naslednjem stebru tekli v nasprotno smer. Stebrišče, zgrajeno v 2. stoletju, sta uničila potresa leta 1157 in 1170. Na obeh straneh karda so bile javne in verske zgradbe.

## Jerash, Jordanija
Izkopavanja v Jerashu so odkrila ostanke antičnega rimskega mesta, katerega glavna znamenitost je kardo s stebriščem. Ohranila sta se del stebrišča in izvirna tlakovana cesta.

## Köln, Nemčija
Hohe Strasse in Schildergasse v Kölnu sta primera cest, ki sta vse do danes obdržali svoji smeri in vlogi glavnega karda in dekumana.

## Jeruzalem, Izrael
Po judovskem uporu v 130. letih n. št., ki ga je vodil Simon Bar Kokhba  in zatrl cesar Hadrijan, je bil Jeruzalem porušen. Hadrijan je na njegovem mestu zgradil rimsko kolonijo in jo po sebi imenoval Colonia Aelia Capitolina. Aelia Capitolina je imela, podobno kot mnogo drugih rimskih kolonij, mrežni načrt s širokimi avenijami in ožjimi stranskimi ulicami. Njen cardo maximus je bil prvotno tlakovana cesta, široka približno 22,5 m, ki je tekla od Damaščanskih vrat proti jugu. Kje natančno se je končala, ni znano.  Južni podaljšek karda, ki so ga zgradili v 6. stoletju pod Justinijanom, je podaljšal cesto še bolj proti jugu in povezal baziliko Božjega groba z novozgrajenimi Sionskimi vrati. Cestišče je bilo po celi dolžini razdeljeno na tri dele: 12 m široko cestišče, ob katerem sta bili na obeh straneh pokriti stebrišči s pločnikom za pešce in majhnimi trgovinami in obrtnimi delavnicami.
Potek karda je še vedno viden, čeprav je prvotna cesta nekaj metrov pod sedanjo. Ko je Jeruzalem v 7. stoletju prišel v arabske roke, je kardo postal trgovska ulica v arabskem slogu. 
Ostanke bizantinskega karda so odkrili med izkopavanji, ki so se začela leta 1969.

## Beit She'an, Izrael
Beit She'an je bil eno od desetih mest na vzhodni meji Rimskega cesarstva v Siriji in Judeji, znanih kot Dekapolis. Mesto je imelo svojo samoupravo. Rimljani so ga ustanovili zato, da bi promoviralo rimsko kulturo. Imelo je cardo maximus,  templje, gledališča, kopališča in druge javne zgradbe in je kovalo svoj denar.